# Lacerta chlorogaster
Lacerta chlorogaster este o specie de șopârle din genul Lacerta, familia Lacertidae, ordinul Squamata, descrisă de Boulenger 1908. A fost clasificată de IUCN ca specie cu risc scăzut. Conform Catalogue of Life specia Lacerta chlorogaster nu are subspecii cunoscute.